# Usurbil
Usurbil – gmina w Hiszpanii, w prowincji Guipúzcoa, w Kraju Basków, o powierzchni 25,64 km². W 2011 roku gmina liczyła 6090 mieszkańców.